# 스티브 메리어트
스티브 메리어트(Steve Marriott, 1947년 1월 30일 ~ 1991년 4월 20일)는 영국의 배우, 음악가, 기타리스트, 가수, 작곡가였다.